# Фианит

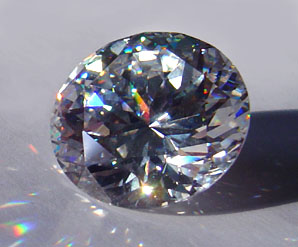
Фианит

Фиани́т — искусственно получаемый минерал, кристаллы диоксида циркония ZrO2, имеющие кубическую сингонию. Широко используется в ювелирном деле для имитации драгоценных камней.

## Свойства
Фианиты имеют кубическую кристаллическую решётку. Будучи сам по себе нестабильной высокотемпературной кубической модификацией диоксида циркония, кубический фианит стабилизирован добавками оксида магния, кальция и иттрия.
По значению показателя преломления (2,15—2,25) фианит близок к алмазу (2,417—2,419), поэтому на глаз трудноотличим от него. Химическая формула Zr0,8Ca0,2O1,92, может изменяться в зависимости от добавок, введённых при выращивании кристаллов для придания им различных заданных свойств. Блеск алмазный. Твёрдость 7,5—8,56. Плотность 6,5—10 г/см3. Спайность отсутствует, излом неровный. Дисперсия у фианита 0,01. Для окрашивания бесцветного диоксида циркония в различные цвета добавляются переходные и редкоземельные элементы. Процесс кристаллизации фианита осуществляется в лабораторных условиях на специальных затравках при охлаждении расплава, скорость роста кристаллов составляет до 8—10 мм/ч.
Добавки оксидов металлов влияют на цвет фианита: с добавками {\displaystyle {\ce {Y2O3}}} кристаллы {\displaystyle {\ce {ZrO2}}} получаются бесцветными, с примесями {\displaystyle {\ce {CeO2}}} — соломенно-жёлтого цвета, {\displaystyle {\ce {Nd2O3}}} — голубовато-фиолетового, {\displaystyle {\ce {Pr2O3}}} — зелёного, {\displaystyle {\ce {Er2O3}}} — розового.

## Происхождение названия
Название фианиты получили в честь Физического института Академии наук СССР (ФИАН), ученые которого синтезировали в 1970 году фианит, но название практически не используется за пределами бывшей территории СССР и Восточной Европы. За рубежом этот материал чаще называют цирконитом. В некоторых случаях, особенно в переводах с иностранных языков, фианит называют цирконием или цирконом (изделия с ним маркируются буквами CZ), что является ошибкой и создаёт путаницу. На самом деле это три разных материала: фианит — имитирующий алмаз кристалл, выращенный лабораторным способом, циркон — никак не связанный с ним жёлто-коричневый минерал, полудрагоценный камень, а цирконий — это химический элемент, один из металлов.

## Применение
Фианиты имеют высокий показатель преломления, отличаются высокой твердостью, прочностью и химической стойкостью. Они используются для изготовления лазеров, оптических фильтров и ювелирных изделий. Фианитовыми вставками могут украшаться ювелирные изделия из золота. Их также применяют для контраста прозрачности или цвета главной вставки (центра композиции) и как имитацию бриллиантов. Кроме того, они используются в стоматологии, при керамическом напылении, и в химической промышленности.

## Галерея

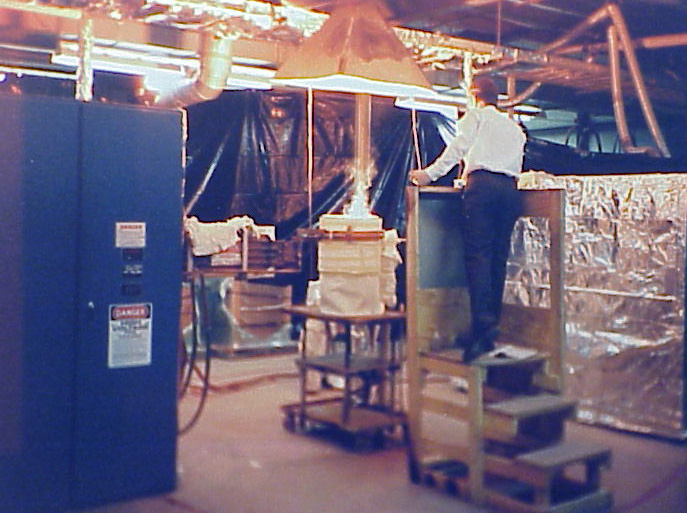
Сотрудник контролирует плавление оксида циркония и оксида иттрия в индукционном нагретом «холодном тигле» для создания фианита
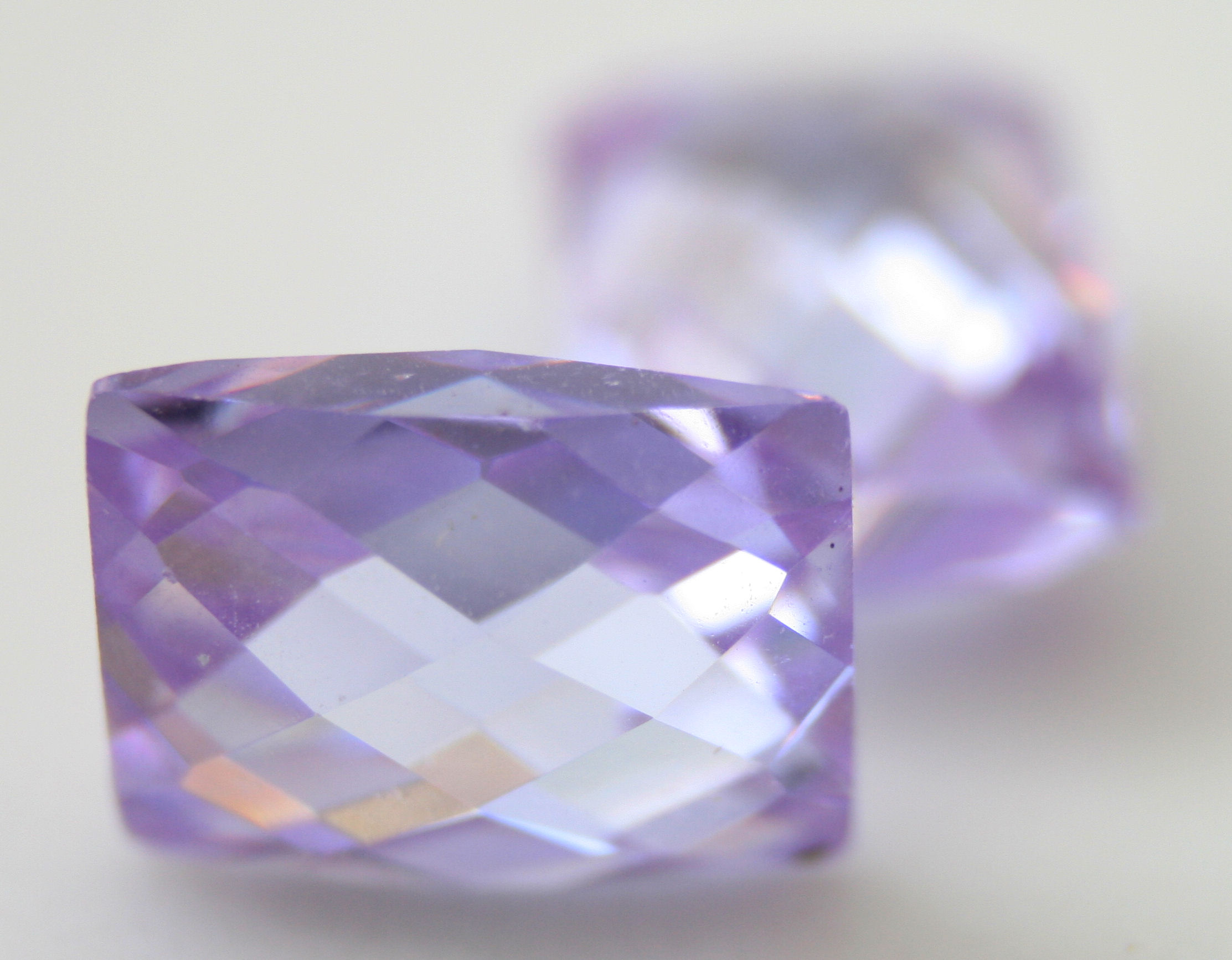
Фиолетовый фианит с вырезом шахматной доски
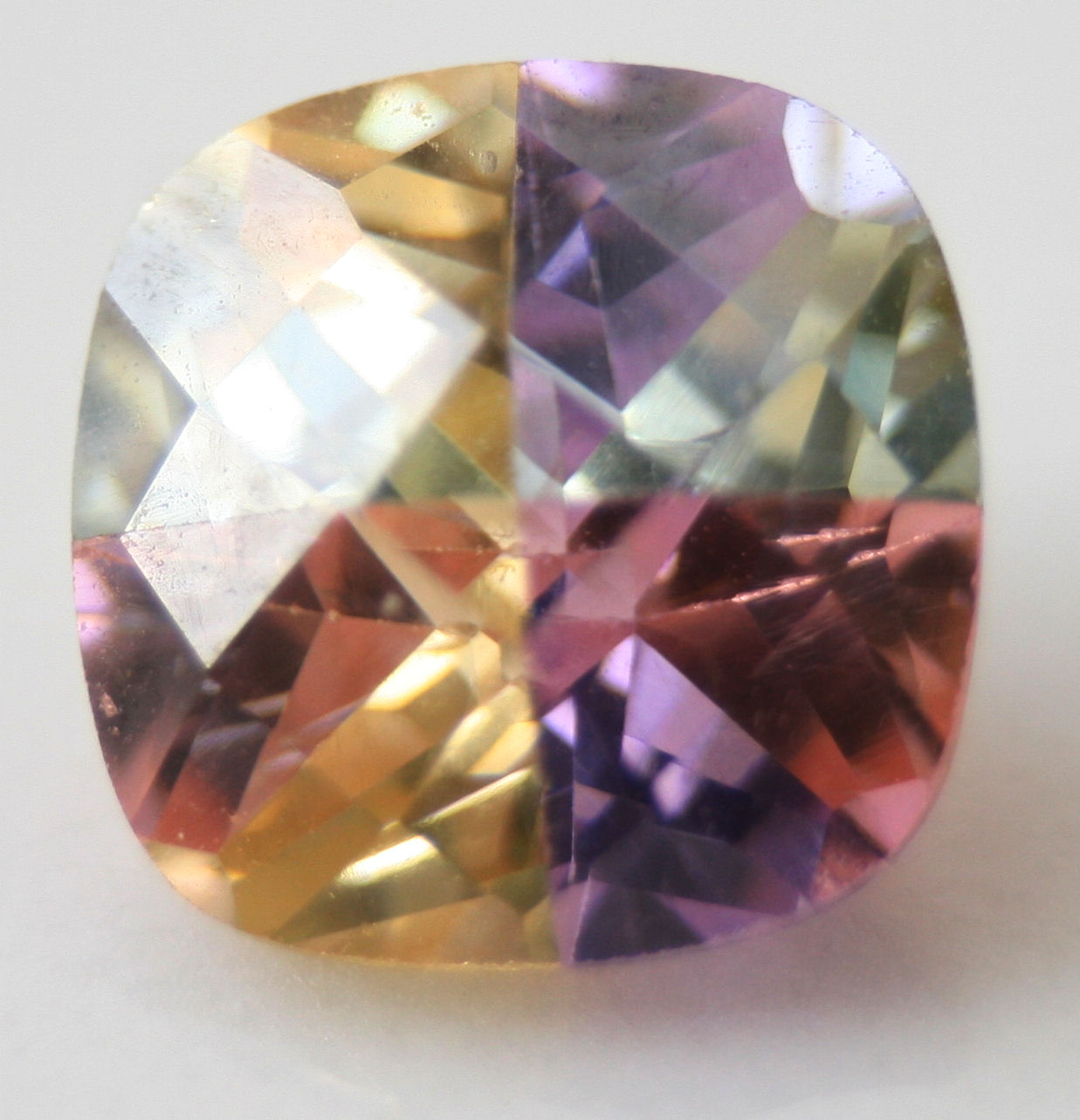
Многоцветный фианит
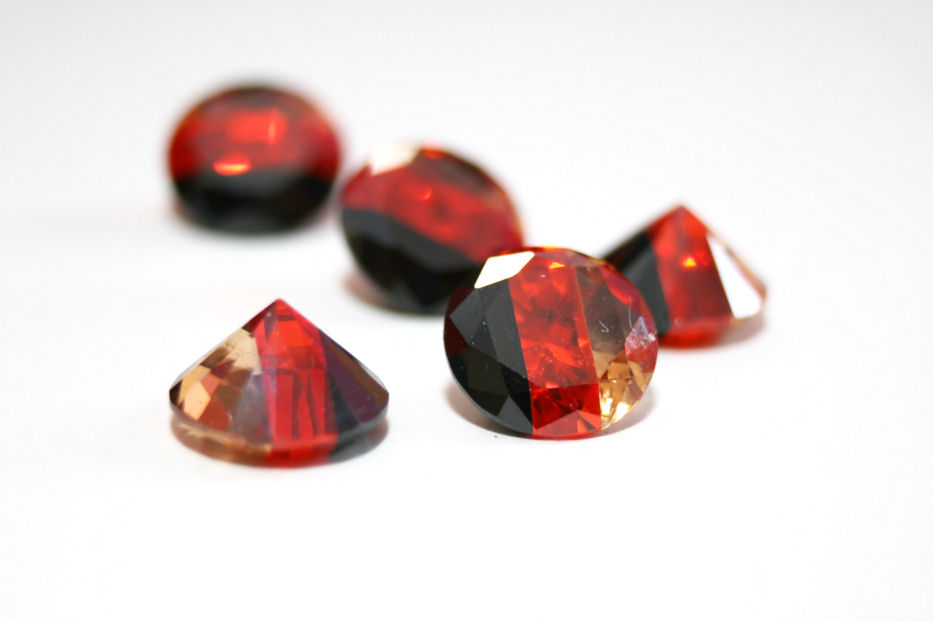
Трёхцветные фианитовые камни